# Narentinové
Narentinové byl kmen jižních Slovanů obývající jižní část Dalmácie v blízkosti řeky Neretvy (italsky Narenta). Byli blízkými příbuznými Srbů, zřejmě byli stejného původu jako Srbové a až v pozdější době se od nich oddělili. Benátčané je nazývali Narentani a v řeckých zdrojích jsou označováni jako Paganoi (tj. pohané), odtud také Pagania („země pohanů“). Narentinové totiž zůstávali u svého původního náboženství (neboli „pohany“) i dlouho poté, kdy všechny sousední národy v oblasti již dávno přijaly křesťanství, a to včetně jim příbuzných Slovanů. 
Narentinové se zvláště zapsali do povědomí jako piráti Jadranského moře, protože pirátství bylo jejich doménou. K tomu využívali své vlastní specificky tvarované rychlé podlouhlé lodě obdobné vikinským drakkarům. Byli proto v trvalém nepřátelství s Benátskou republikou, a to se jim také stalo osudným. Pro benátské obchodní lodě byl Jadran neodmyslitelnou dopravní tepnou. I když několikrát uzavřeli s Benátčany příměří, tak nemělo nikdy dlouhého trvání. Narentinové byli stálou hrozbou pro benátské lodě, střídavě úspěšní byli i v přímém vojenském střetu s vojsky benátského dóžete, troufli si dokonce i na samotné Benátky, ale na konci 10. století přesto podlehli benátskému tažení a v průběhu 11. století zmizeli zcela, patrně v důsledku důkladné christianizace a asimilace. 
V Benátkách se i dlouho poté slavil ve stejný čas s Hromnicemi svátek matrimonio, který měl odkazovat právě na vítězství nad Narentiny.